# Joannes van Dodewaard
Joannes Antonius Eduardus van Dodewaard (Arnhem, 7 juni 1913 – Haarlem, 9 maart 1966) was rooms-katholiek bisschop van het bisdom Haarlem in de periode 1960-1966.
Mgr. Van Dodewaard werd op 11 juli 1938 tot priester gewijd. Kort daarna ging hij naar Rome om bijbelwetenschappen te studeren. Van 1948–1958 doceerde hij bijbelwetenschappen aan het Grootseminarie te Warmond.
In 1958 werd hij benoemd tot coadjutor van het bisdom Haarlem. Als wapenspreuk koos hij Christe teneamus te (Christus, laten wij aan u vasthouden). Op 27 juni 1960 volgde hij mgr. J.P. Huibers op als bisschop. Van Dodewaard was een voorvechter van de vernieuwing van de kerk door het lekenoverleg. Hij had plannen voor het oprichten van een bisdomsraad waarin hij ook niet-katholieken wilde betrekken. Hij was na kardinaal Alfrink de Nederlandse bisschop met verreweg de meeste invloed tijdens het Tweede Vaticaans Concilie (1962-1965), vooral voor wat betreft de dogmatische constitutie over de goddelijke openbaring Dei Verbum. Na zijn plotselinge overlijden op 52-jarige leeftijd, een half jaar na de sluiting van het concilie, in 1966 werd hij opgevolgd door T.H.J. Zwartkruis.

## Onderscheiding
- Ridder in de Orde van de Nederlandse Leeuw (1963).[1]